# サブコンパクトカー

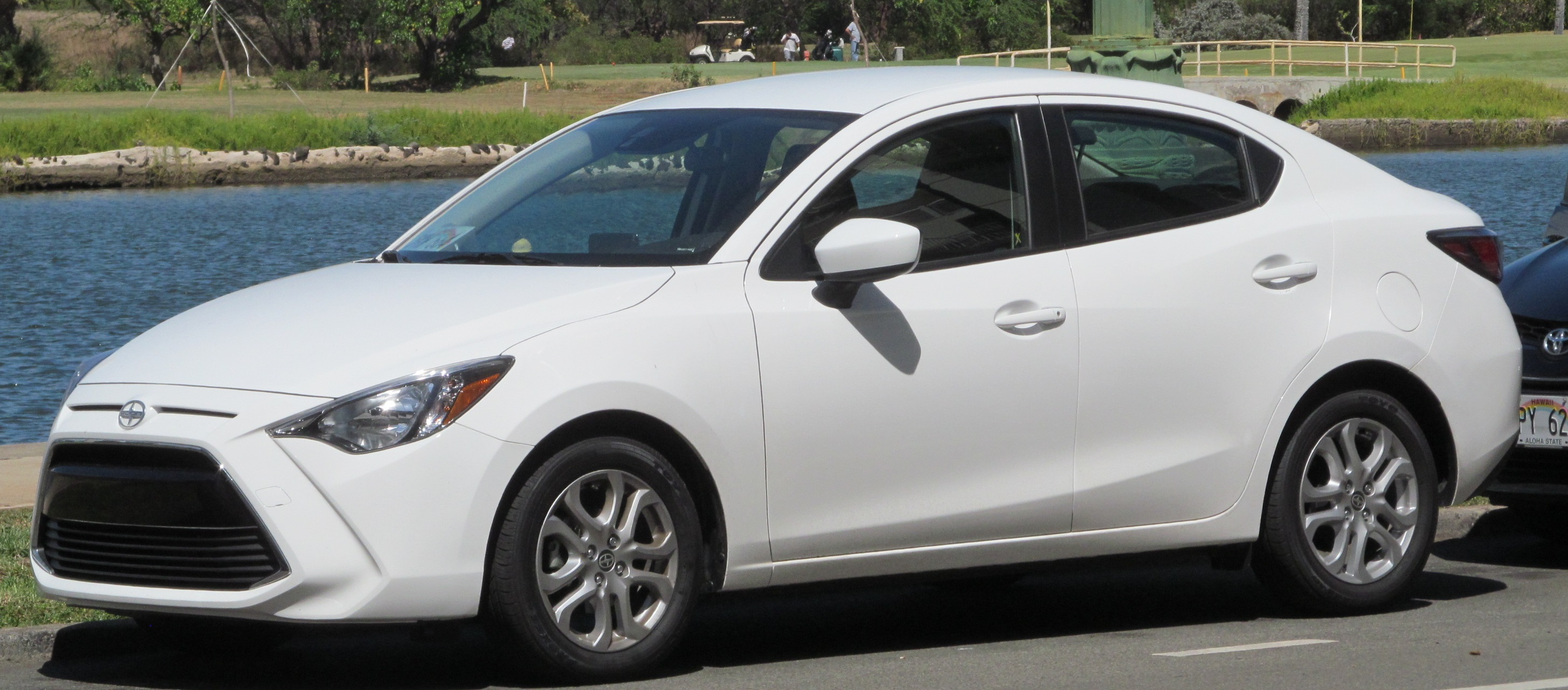
サブコンパクトカーの例
サイオン・iA（後のトヨタ・ヤリスiA）。マツダ・2セダン(日本未発売)、および後発のマツダ教習車の兄弟車(OEM)である。

サブコンパクトカー (Subcompact car、意訳すると｢超小型車｣)とは日本の「小型車(コンパクトカー、場合によっては｢5ナンバー車｣全般)」、ヨーロッパの「スーパーミニ」の米国の呼称である。ちなみに、2019年現在のボディサイズの基準の目安としては、全長がステーションワゴン、およびセダン、クーペの場合でおおむね4,550mm以下、2ボックス系ハッチバックの場合でおおむね4,200mm以下、全幅がおおむね1,750mm以下、ホイールベースがおおむね2,650mm以下の車種がサブコンパクトカーに分類される。
バジェットカー（低価格車の意）とも呼ばれる。初のサブコンパクトカーといわれる車種はナッシュ社（後のAMC）の「メトロポリタン」で、イギリスから輸入したOEMモデルであった。
米国では1973年のオイルショック以降に日本や欧州からの輸入が多くなった。近年は韓国製が人気であるが、サイオンの成功と原油高の影響もあって、日本勢も次々とこのセグメントに再参入している。

## 米国で発売される（された）主なサブコンパクト（バジェット）カー （過去のものを含む）
- ゼネラルモーターズ
  - シボレー・アヴェオ(GM大宇製、韓国名：大宇・カロス/ジェントラ)
- トヨタ(旧サイオンブランド含む) - 主に日本名ターセル、ヴィッツ系統の車種が該当する。
  - ターセル/パセオ(日本名：サイノス)
  - サイオン・iA→ヤリスiA→ヤリスセダン(3代目＝MAZDA2(デミオ)セダン。マツダ教習車を除きトヨタ･マツダとも日本仕様車なし)
  - プリウスC（日本名：アクア）[2]
  - ヴィッツ系統の車種
    - エコー（日本名：プラッツ）
    - ヤリス（日本名：ヴィッツ/ベルタ）[3]
    - サイオン・xA（日本名：トヨタ・ist）

- 日産 - 主に日本名サニー・パルサー・ティーダ系統の車種が該当する。
  - 日本名：サニー
    - ダットサン・1200/B210 B110 - B310
    - セントラ B11 - B14 ※2017年以降のセントラは大幅にサイズ拡大が行われ、本クラスには当てはまらない。

  - NX（日本名：パルサーEXA/クーペ/キャノピー N12、KN13/NXクーペ B13）
  - ヴァーサシリーズ
    - ヴァーサ(日本名：ティーダ)ハッチバック[4]
    - ヴァーサノート（日本名：2代目ノート）
    - ヴァーサ（セダン、他国名：アルメーラ）（N17・N18）[5]
- ホンダ
  - フィット
- マツダ
  - GLC（日本名：ファミリア FA4型、BD型）
  - Mazda 2 Sedan(日本名：マツダ教習車)
- スズキ
  - カルタス（米国名：シボレー・スプリント、ジオ・メトロ）北米で販売された最後の3気筒乗用車。
  - エリオ
- ダイハツ
  - シャレード
- ヒュンダイ
  - アクセント（韓国名：ヴェルナ）
- キア
  - リオ（韓国名：プライド）

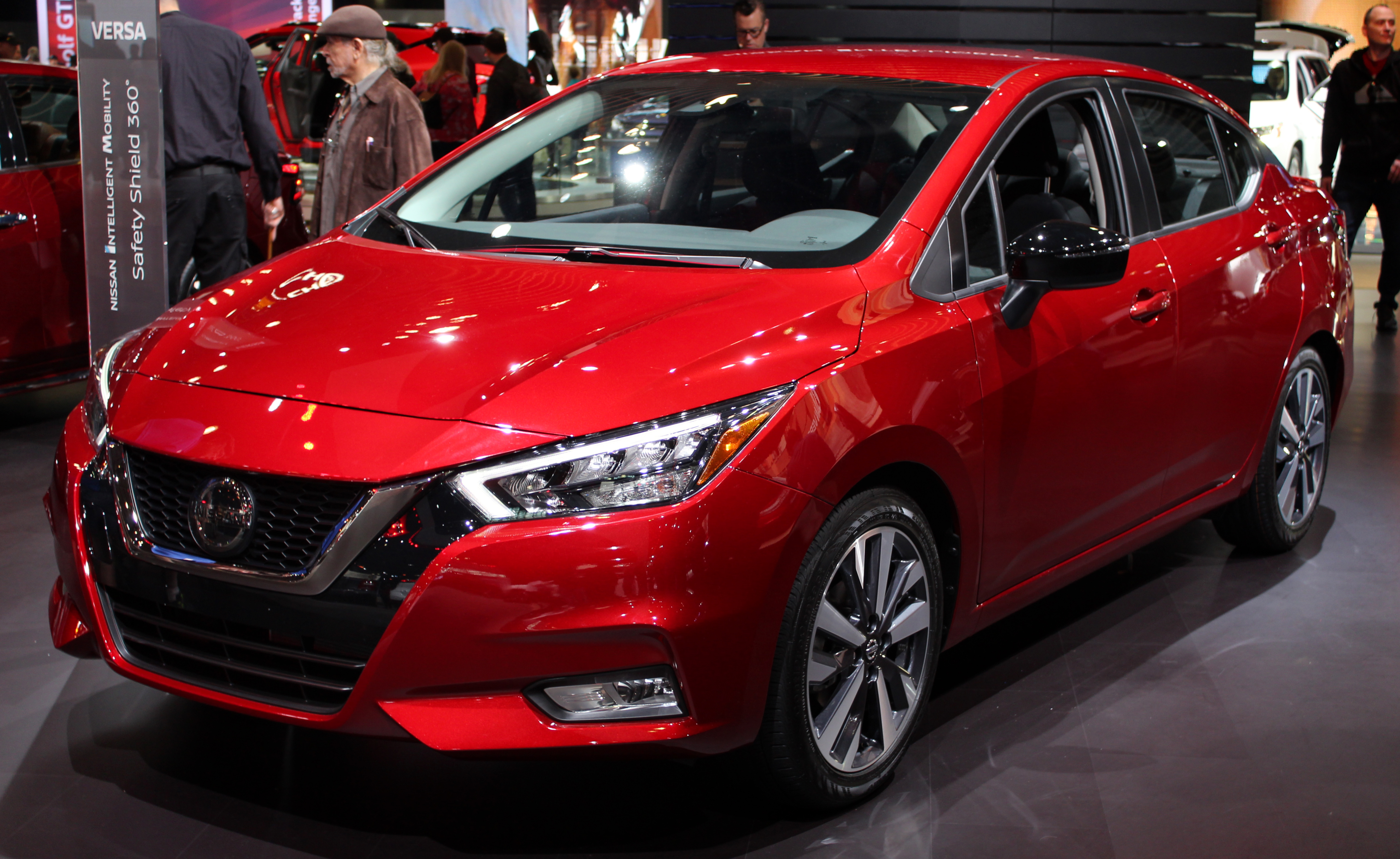
日産・ヴァーサ (3代目、別名：日産・アルメーラ)
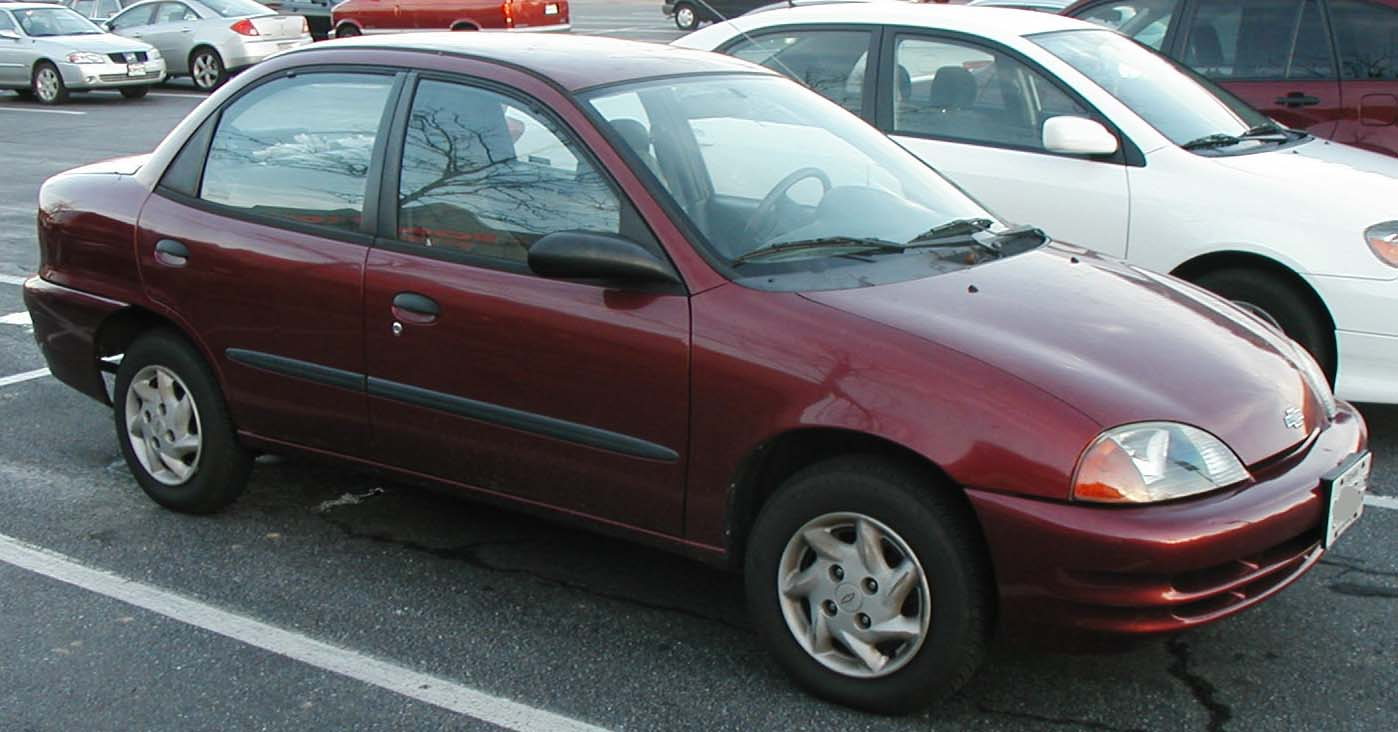
シボレー・メトロ (4ドアセダン)
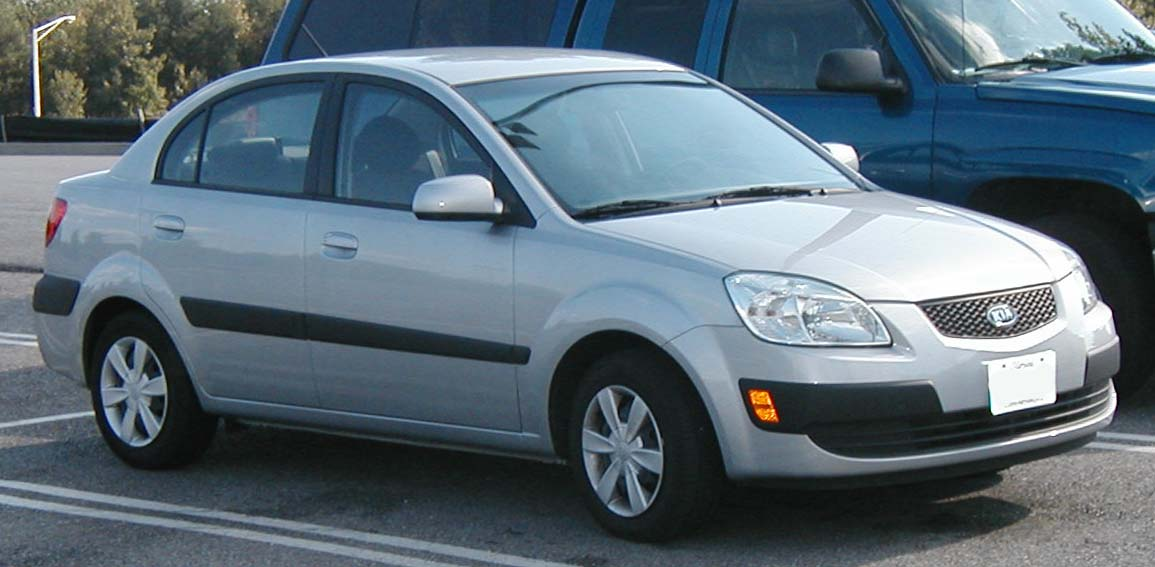
キア・リオ

## 死亡事故リスク
2017年5月にアメリカ道路安全保険協会が発表した報告書によると、運転中のドライバーが死亡する事故が発生しているモデルは、サブコンパクトカーに分類されるものが多いという結果であった。ヒュンダイのアクセントの例では、2012年-2015年の登録台数100万台当たりのドライバー死亡事故件数は104件である一方、同じ期間に死亡事故がゼロだったモデルは、中型車・大型車が大半を占めていた。